# Haßlach (rzeka)
Haßlach – niewielka rzeka w powiecie Kronach, w Górnej Frankonii, w Bawarii, w Niemczech, o długości ok. 35 km.
Wypływa spod wsi Haßlach k. Teuschnitz na wys. ok. 640 m n.p.m. Uchodzi do Rodach k. Kronach. Należy do dorzecza Menu i Renu.
Przepływa przez wiele wsi, osiedli i miejscowości: Haßlach (k. Teuschnitz), Förtschendorf, Rothenkirchen, Pressig, Neukenroth, Stockheim, Haßlach (k. Kronach), Gundelsdorf, Knellendorf i Kronach.
Do Haßlach wpada sporo pomniejszych strumieni i rzeczek, w tym Ölschnitz, Buchbach, Tettau, Haargraben, Glosberger Graben, Haigergraben, Köstenbach, Eiersbach i Kronach.